# III. Gázi Giráj krími kán
III. Gázi Giráj (krími tatár: III Ğazı Geray, ٣ غازى كراى), (1673 — 1709 júniusa) krími tatár kán.

## Élete
Gázi I. Szelim kán fia volt. Állítólag jóképű, inkább európai, mint tatár külsejű férfi volt. 1692 és 1699 a budzsáki nogáj tatárok szeraszkereként szolgált. Bátyja, II. Devlet kán núreddinné nevezte ki, de mikor azzal gyanúsították, hogy megmérgezte másik bátyját Sahbazt, elmenekült és budzsáki tatárjainál próbált felkelést szítani Devlet ellen. Ezután Törökországba költözött, itt Rodosz szigetén élt.
Apja negyedik uralkodásának idején kalgává nevezték ki (1703–1704), aztán I. Szelim halála után megörökölte a trónt. Kalgának és núreddinnek Kaplan és Mengli öccseit tette meg. Kánként korábbi hívei, a budzsáki nogájok felkelését kellett elfojtania, akik ki akartak kerülni a Krím fennhatósága alól. Toleráns vallási politikát folytatott, 1704-ben engedélyezte egy jezsuita misszió felállítását Bahcsiszerájban. 1707-ben az isztambuli orosz követ bepanaszolta, hogy támogatja a kubanyi nogájokat, akik Dél-Oroszország ellen indítottak fosztogató portyákat; a szultán erre hivatkozva leváltotta. Ezután Karinabadban élt, ahol két év múlva pestisben meghalt. A jamboli mecsetben temették el.

## Fordítás
Ez a szócikk részben vagy egészben  a(z)   Газы III Герай című orosz Wikipédia-szócikk ezen változatának fordításán alapul.  Az eredeti cikk szerkesztőit annak laptörténete sorolja fel. Ez a jelzés csupán a megfogalmazás eredetét és a szerzői jogokat jelzi, nem szolgál a cikkben szereplő információk forrásmegjelöléseként.
| Előző uralkodó: I. Szelim Giráj | Krími kán 1704 – 1707 | Következő uralkodó: I. Kaplan Giráj |